# OptimFROG
OptimFROG (.ofr) ist ein Codec von Florin Ghido, der verlustfreie Audiodatenkompression ermöglicht. Die Algorithmen von OptimFROG sind auf sehr hohe Kompressionsraten optimiert, wenngleich auch wesentlich langsamere Encoding/Decoding-Rechenzeiten als bei vergleichbaren Programmen in Kauf genommen werden müssen.
OptimFROG DualStream (.ofs/ofc) ermöglicht verlustbehaftete Audiodatenkompression und stellt einen hybriden Modus zur Verfügung, bei dem zusätzlich zur verlustbehafteten Datei eine Korrekturdatei erzeugt wird, mit Hilfe derer sich die Quelldaten vollständig restaurieren lassen.
Bei der Komprimierung der Audiodaten kann ein MD5-Hash eingebunden werden, mit dem überprüft werden kann, ob die Daten korrekt komprimiert wurden. Als Tagging-Systeme werden APEv2 und ID3v1.1 unterstützt. Unterstützung für ReplayGain ist ebenso vorhanden.